# Serie A1 2001-2002 (pallanuoto maschile)
La Serie A1 2001-2002 è stata l'83ª edizione del campionato italiano maschile di pallanuoto.
Il torneo si è svolto dal 13 ottobre 2001 all'11 maggio 2002, data in cui il Pro Recco si è imposto in gara 3 della finale scudetto sul Circolo Nautico Posillipo, vincendo il diciannovesimo titolo della sua storia, a diciotto anni di distanza dall'ultima affermazione.
La formula del torneo prevedeva due fasi preliminari seguite da Play-off e Play-out.
Nella prima fase le 16 partecipanti erano divise in quattro gironi da quattro squadre ciascuno. Al termine di questa, le prime due classificate si sono qualificate per un ulteriore girone da otto squadre (Girone E) per garantirsi l'accesso ai Play-off, mentre le altre otto sono state inserite nel Girone F per evitare i Play-out. Al termine della seconda fase le ultime due del Girone E hanno spareggiato con gare di andata e ritorno con le prime due del girone F: le vincenti sono state ammesse ai Play-off e le perdenti ai Play-out.

## Squadre partecipanti
| Club              | Città          | Piscina                                   |
| ----------------- | -------------- | ----------------------------------------- |
| Anzio             | Anzio (RM)     | Piscina comunale di Anzio                 |
| Bogliasco         | Bogliasco (GE) | Piscina comunale di Bogliasco             |
| Camogli           | Camogli (GE)   | Piscina Giuva Baldini                     |
| Canottieri Napoli | Napoli         | Piscina Felice Scandone                   |
| Chiavari          | Chiavari (GE)  | Piscina Parco del Tigullio (Lavagna, GE)  |
| Florentia         | Firenze        | Piscina Goffredo Nannini                  |
| Leonessa          | Brescia        | Piscina PalaSystema                       |
| Messina           | Messina        | Piscina comunale dei Cappuccini           |
| Ortigia           | Siracusa       | Palasport Concetto Lo Bello               |
| Pescara           | Pescara        | Piscina Le Naiadi                         |
| Posillipo         | Napoli         | Piscina Felice Scandone                   |
| President Bologna | Bologna        | Multieventi Sport Domus (Serravalle, RSM) |
| Pro Recco         | Recco (GE)     | Piscina Sciorba (Genova)                  |
| Roma              | Roma           | Complesso natatorio del Foro Italico      |
| Savona            | Savona         | Piscina comunale Olimpica                 |
| Telimar Palermo   | Palermo        | Piscina olimpionica comunale              |

## Prima Fase

### Girone A

#### Classifica
|    | Prima fase 2001-02 | Pti | G | V | N | P | GF | GS | DR  |
| -- | ------------------ | --- | - | - | - | - | -- | -- | --- |
| 1. | Posillipo          | 16  | 6 | 5 | 1 | 0 | 72 | 43 | +29 |
| 2. | Ortigia            | 8   | 6 | 2 | 2 | 2 | 56 | 54 | +2  |
| 3. | President Bologna  | 4   | 6 | 0 | 4 | 2 | 52 | 65 | -13 |
| 4. | Chiavari           | 3   | 6 | 0 | 3 | 3 | 53 | 71 | -18 |

#### Calendario e risultati
| 13-10-01 | 1ª giornata          | 03/02-11-01 |
| 9-17     | Chiavari - Posillipo | 4-12        |
| 14-10    | Ortigia - Bologna    | 6-6         |

| 20-10-01 | 2ª giornata         | 10-11-01 |
| 11-10    | Posillipo - Ortigia | 9-6      |
| 6-6      | Chiavari - Bologna  | 10-10    |

| 23/27-10-01 | 3ª giornata         | 16/17-11-01 |
| 6-6         | Bologna - Posillipo | 8-17        |
| 8-6         | Ortigia - Chiavari  | 12-12       |

### Girone B
|    | Prima fase 2001-02 | Pti | G | V | N | P | GF | GS | DR  |
| -- | ------------------ | --- | - | - | - | - | -- | -- | --- |
| 1. | Florentia          | 18  | 6 | 6 | 0 | 0 | 75 | 38 | +37 |
| 2. | Savona             | 12  | 6 | 4 | 0 | 2 | 65 | 40 | +25 |
| 3. | Messina            | 4   | 6 | 1 | 1 | 4 | 45 | 75 | -30 |
| 4. | Bogliasco          | 1   | 6 | 0 | 1 | 5 | 40 | 72 | -32 |

#### Calendario e risultati
| 12/13-10-01 | 1ª giornata         | 03-11-01 |
| 8-8         | Bogliasco - Messina | 10-12    |
| 7-9         | Savona - Florentia  | 7-8      |

| 20-10-01 | 2ª giornata           | 10-11-01 |
| 8-16     | Messina - Savona      | 4-11     |
| 12-3     | Florentia - Bogliasco | 16-8     |

| 27-10-01 | 3ª giornata         | 17-11-01 |
| 5-14     | Bogliasco - Savona  | 6-10     |
| 4-13     | Messina - Florentia | 9-17     |

### Girone C
|    | Prima fase 2001-02 | Pti | G | V | N | P | GF | GS | DR  |
| -- | ------------------ | --- | - | - | - | - | -- | -- | --- |
| 1. | Leonessa           | 18  | 6 | 6 | 0 | 0 | 83 | 51 | +32 |
| 2. | Pescara            | 12  | 6 | 4 | 0 | 2 | 72 | 61 | +11 |
| 3. | Anzio              | 4   | 6 | 1 | 1 | 4 | 44 | 78 | -34 |
| 4. | Roma               | 1   | 6 | 0 | 1 | 5 | 43 | 59 | -9  |

#### Calendario e risultati
| 13-10-01 | 1ª giornata     | 03-11-01 |
| 6-8      | Roma - Leonessa | 11-15    |
| 7-13     | Anzio - Pescara | 11-22    |

| 20-10-01 | 2ª giornata        | 10/09-11-01 |
| 14-10    | Leonessa - Pescara | 13-9        |
| 5-6      | Roma - Anzio       | 5-5         |

| 27-10-01 | 3ª giornata      | 17-11-01 |
| 5-4      | Pescara - Roma   | 13-12    |
| 16-10    | Leonessa - Anzio | 17-5     |

### Girone D
|    | Prima fase 2001-02 | Pti | G | V | N | P | GF | GS | DR  |
| -- | ------------------ | --- | - | - | - | - | -- | -- | --- |
| 1. | Pro Recco          | 18  | 6 | 6 | 0 | 0 | 92 | 44 | +48 |
| 2. | Canottieri Napoli  | 9   | 6 | 3 | 0 | 3 | 58 | 59 | -1  |
| 3. | Camogli            | 9   | 6 | 3 | 0 | 3 | 62 | 74 | -12 |
| 4. | Telimar Palermo    | 0   | 6 | 0 | 0 | 6 | 42 | 77 | -35 |

#### Calendario e risultati
| 13-10-01 | 1ª giornata           | 03-11-01 |
| 10-7     | Can. Napoli - Camogli | 14-15    |
| 8-18     | Telimar - Pro Recco   | 5-16     |

| 19/20-10-01 | 2ª giornata           | 10-11-01 |
| 5-8         | Telimar - Can. Napoli | 8-14     |
| 16-7        | Pro Recco - Camogli   | 18-12    |

| 26/27-10-01 | 3ª giornata             | 17-11-01 |
| 11-8        | Camogli - Telimar       | 10-8     |
| 5-12        | Can. Napoli - Pro Recco | 7-12     |

## Seconda fase

### Girone E

#### Classifica
|  |    | Seconda fase 2001-02 | Pti | G  | V  | N | P  | GF  | GS  | DR  |
|  | -- | -------------------- | --- | -- | -- | - | -- | --- | --- | --- |
|  | 1. | Posillipo            | 35  | 14 | 11 | 2 | 1  | 151 | 99  | +52 |
|  | 2. | Pro Recco            | 32  | 14 | 10 | 2 | 2  | 158 | 97  | +61 |
|  | 3. | Leonessa             | 22  | 14 | 6  | 4 | 4  | 133 | 134 | -1  |
|  | 4. | Florentia            | 20  | 14 | 6  | 2 | 6  | 116 | 112 | +4  |
|  | 5. | Savona               | 19  | 14 | 6  | 1 | 7  | 121 | 118 | +3  |
|  | 6. | Ortigia              | 14  | 14 | 3  | 5 | 6  | 100 | 146 | -46 |
|  | 7. | Canottieri Napoli    | 10  | 14 | 3  | 1 | 10 | 103 | 127 | -24 |
|  | 8. | Pescara              | 7   | 14 | 2  | 1 | 11 | 92  | 141 | -49 |

### Calendario e risultati
| 21-11-01 | 1ª giornata             | 16-01-02 |
| 7-7      | Ortigia - Pescara       | 5-0      |
| 12-12    | Florentia - Leonessa    | 9-11     |
| 13-8     | Pro Recco - Savona      | 10-10    |
| 9-7      | Posillipo - Can. Napoli | 9-7      |

| 15-12-01 | 4ª giornata           | 13-02-02 |
| 12-7     | Florentia - Pro Recco | 6-11     |
| 8-10     | Savona - Leonessa     | 11-12    |
| 7-10     | Can. Napoli - Pescara | 5-9      |
| 5-17     | Ortigia - Posillipo   | 4-17     |

| 12-01-02 | 7ª giornata           | 16-03-02 |
| 8-13     | Can. Napoli - Savona  | 6-9      |
| 10-11    | Pescara - Leonessa    | 7-9      |
| 8-8      | Florentia- Ortigia    | 4-9      |
| 8-6      | Pro Recco - Posillipo | 8-8      |

| 01-12-01 | 2ª giornata             | 26-01-02 |
| 10-12    | Leonessa - Posillipo    | 10-10    |
| 7-8      | Can. Napoli - Florentia | 6-15     |
| 13-6     | Savona - Ortigia        | 7-8      |
| 5-17     | Pescara - Pro Recco     | 5-20     |

| 22-12-01 | 5ª giornata             | 16-02-02 |
| 9-3      | Pro Recco - Can. Napoli | 9-7      |
| 7-8      | Pescara - Florentia     | 4-10     |
| 11-11    | Leonessa - Ortigia      | 10-10    |
| 11-7     | Posillipo - Savona      | 9-6      |

| 08-12-01 | 3ª giornata            | 09-02-02 |
| 10-6     | Posillipo - Pescara    | 13-8     |
| 4-7      | Leonessa - Can. Napoli | 9-12     |
| 11-7     | Pro Recco - Ortigia    | 20-6     |
| 9-6      | Florentia - Savona     | 2-4      |

| 04-01-02 | 6ª giornata           | 02-03-02 |
| 8-6      | Posillipo - Florentia | 12-7     |
| 6-8      | Leonessa - Pro Recco  | 8-7      |
| 8-8      | Ortigia - Can. Napoli | 6-13     |
| 9-8      | Savona - Pescara      | 10-6     |

### Girone F

#### Classifica
|  |    | Seconda fase 2001-02 | Pti | G  | V | N | P  | GF  | GS  | DR  |
|  | -- | -------------------- | --- | -- | - | - | -- | --- | --- | --- |
|  | 1. | President Bologna    | 30  | 14 | 9 | 3 | 2  | 165 | 134 | +31 |
|  | 2. | Chiavari             | 28  | 14 | 9 | 1 | 4  | 146 | 118 | +28 |
|  | 3. | Camogli              | 23  | 14 | 7 | 2 | 5  | 178 | 152 | +26 |
|  | 4. | Anzio                | 22  | 14 | 5 | 2 | 2  | 137 | 124 | +13 |
|  | 5. | Roma                 | 21  | 14 | 6 | 3 | 5  | 140 | 121 | +19 |
|  | 6. | Telimar Palermo      | 14  | 14 | 3 | 5 | 6  | 130 | 145 | -15 |
|  | 7. | Bogliasco            | 10  | 14 | 3 | 1 | 10 | 125 | 180 | -55 |
|  | 8. | Messina              | 9   | 14 | 3 | 0 | 11 | 101 | 148 | -47 |

### Calendario e risultati
| 21-11-01 | 1ª giornata         | 16-01-02 |
| 7-6      | Messina - Telimar   | 5-8      |
| 9-7      | Bologna - Chiavari  | 9-10     |
| 16-8     | Camogli - Bogliasco | 13-14    |
| 8-9      | Anzio - Roma        | 8-8      |

| 15-12-01 | 4ª giornata         | 13-02-02 |
| 9-8      | Anzio - Chiavari    | 11-11    |
| 13-7     | Messina - Bogliasco | 8-9      |
| 10-7     | Bologna - Telimar   | 12-11    |
| 11-12    | Camogli - Roma      | 8-9      |

| 12-01-02 | 7ª giornata        | 16-03-02 |
| 8-16     | Bogliasco - Roma   | 5-16     |
| 8-15     | Messina - Bologna  | 11-12    |
| 12-12    | Anzio - Camogli    | 14-15    |
| 13-7     | Chiavari - Telimar | 11-12    |

| 01-12-01 | 2ª giornata         | 26-01-02 |
| 11-14    | Chiavari - Camogli  | 8-7      |
| 8-16     | Bogliasco - Bologna | 11-17    |
| 8-8      | Telimar - Anzio     | 9-9      |
| 7-8      | Roma - Messina      | 12-6     |

| 22-12-01 | 5ª giornata        | 16-02-02 |
| 4-6      | Bogliasco - Anzio  | 9-13     |
| 9-9      | Roma - Bologna     | 14-16    |
| 12-4     | Chiavari - Messina | 11-2     |
| 13-13    | Telimar - Camogli  | 13-21    |

| 08-12-01 | 3ª giornata          | 09-02-02 |
| 14-10    | Chiavari - Bogliasco | 11-10    |
| 12-8     | Bologna - Camogli    | 10-12    |
| 8-6      | Anzio - Messina      | 13-7     |
| 7-7      | Telimar - Roma       | 8-7      |

| 04-01-02 | 6ª giornata         | 02-03-02 |
| 17-6     | Camogli - Messina   | 11-10    |
| 6-7      | Roma - Chiavari     | 8-12     |
| 6-6      | Bologna - Anzio     | 12-12    |
| 12-12    | Telimar - Bogliasco | 9-10     |

## Spareggi
Le gare di andata si sono giocate a Bologna e Chiavari, quelle di ritorno il a campi invertiti.
| President Bologna | 10-9; 8-8 | Pescara |
|                   |           |         |

| Chiavari | 8-10; 4-11 | Canottieri Napoli |
|          |            |                   |

## Play-off
Finali
- A Posillipo, 04/05/2002, Posillipo - Pro Recco 8-10
- A Recco, 08/05/2002, Pro Recco - Posillipo 9-6
- A Posillipo, 11/05/2002, Posillipo - Pro Recco 7-9

## Verdetti
- Pro Recco campione d'Italia.
- Polisportiva Messina e Rari Nantes Bogliasco retrocesse in Serie A2